# Nowolipie

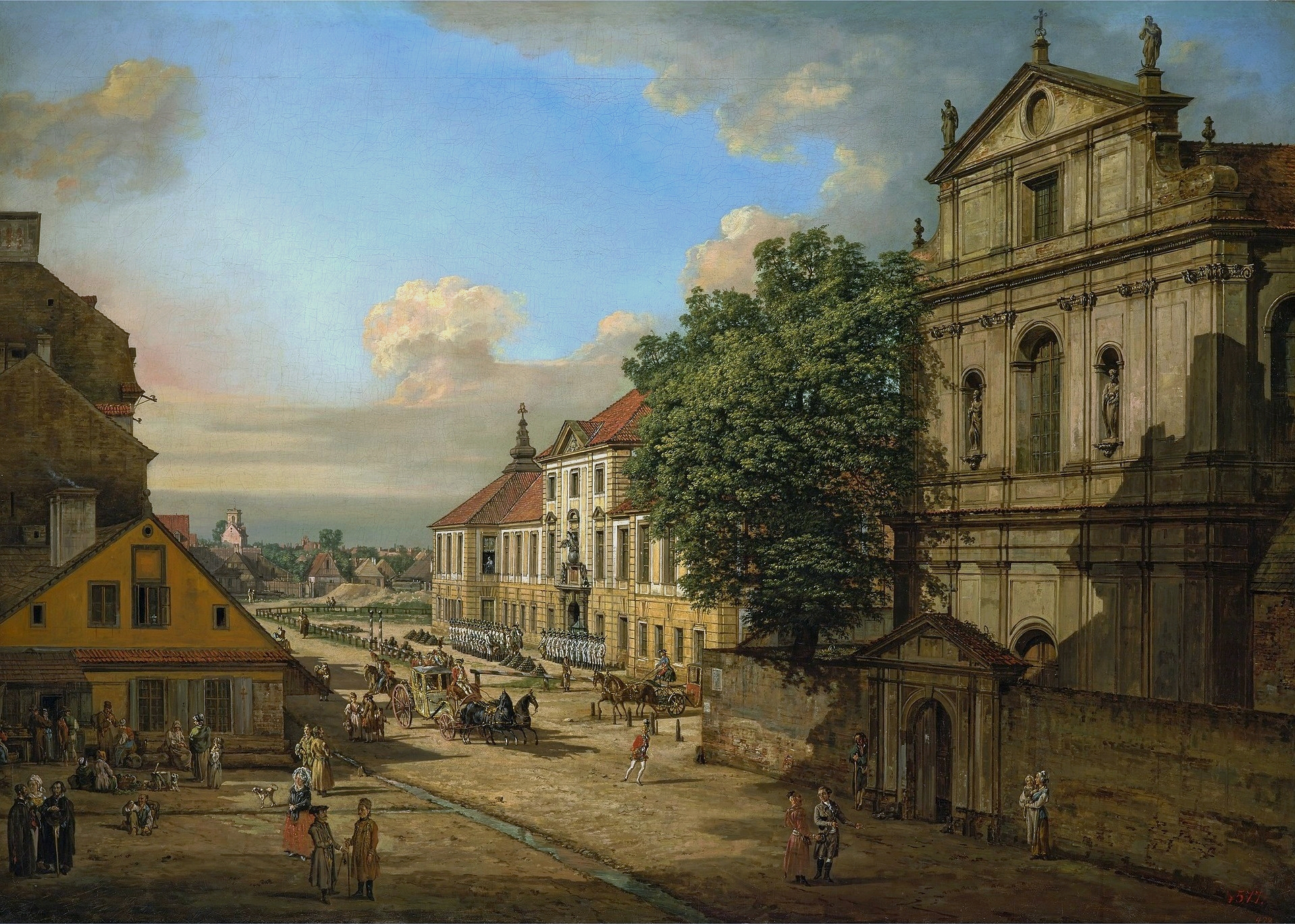
Kościół Brygidek i Arsenał na obrazie Canalleta z 1778 roku

Nowolipie – jurydyka założona na początku XVII wieku, należąca do Zakonu Sióstr Brygidek. Znajdowała się na obecnym Muranowie, w dzielnicy Śródmieście w Warszawie.

## Opis
Około 1622–1628 Siostry Brygidki przeniosły się na teren jurydyki z miejscowości Lipie koło Grójca, gdzie bezdzietni właściciele wsi sprowadzili zakony Karmelitów Trzewiczkowych i Brygidek, zapisując im swoją ziemię. Na cześć poprzedniej siedziby jurydyka została nazwana Nowym Lipiem, a od nich nazwę przejęły główne tu ulice Nowolipie i Nowolipki. Kościół i klasztor Brygidek znajdowały się na rogu obecnej ulicy Długiej i Nalewki do około 1817, gdy zabudowania odebrano zakonowi. W XVIII wieku znajdowały się tu garbarnie, wytwórnie safianów, młyn, browar i wiatraki.